# Uherčice (ort i Tjeckien, lat 48,97, long 16,65)
Uherčice är en ort i Tjeckien.   Den ligger i regionen Södra Mähren, i den sydöstra delen av landet, 200 km sydost om huvudstaden Prag. Uherčice ligger 177 meter över havet och antalet invånare är 997.
Terrängen runt Uherčice är huvudsakligen platt, men österut är den kuperad.Runt Uherčice är det ganska tätbefolkat, med 111 invånare per kvadratkilometer. Närmaste större samhälle är Hustopeče, 6,8 km öster om Uherčice. Trakten runt Uherčice består till största delen av jordbruksmark.